# Heinrich (Familienname)

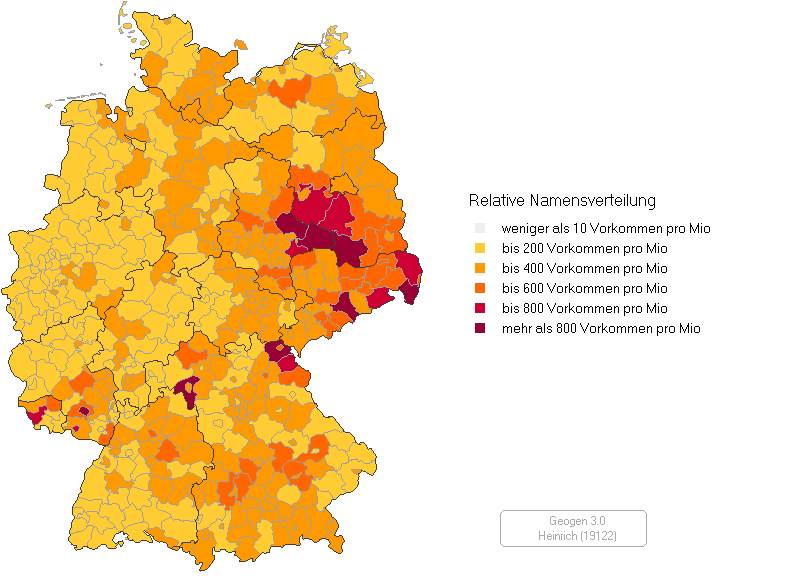
Relative Verteilung des Familiennamens Heinrich in Deutschland (Stand: Mai 2010)

Heinrich ist ein Familienname.

## Namensträger

### A
- Adolf Heinrich-Hansen (1859–1925), deutscher Maler
- Albert Heinrich (1899–1971), deutscher Maler
- Alexander Heinrich (Fußballspieler) (* 1984), usbekischer Fußballspieler
- Alexander Heinrich (Eishockeyspieler) (* 1987), deutscher Eishockeyspieler
- Alfred Heinrich (Ruderer) (1880–??), österreichischer Ruderer
- Alfred Heinrich (Ornithologe) (1895–1974), deutscher Ornithologe und Heimatforscher
- Alfred Heinrich (Eishockeyspieler) (1906–1975), deutscher Eishockeyspieler
- Alfred Heinrich (Musiker) (1919–1995), deutscher Harfenist
- Alfred Heinrich (Autor) (1930–2016), österreichischer Journalist und Publizist
- Andrea Heinrich (* 1972), deutsche Fußballspielerin
- Andrzej Heinrich (1937–1989), polnischer Alpinist
- Anja Heinrich (* 1971), deutsche Politikerin (CDU), MdL Brandenburg
- Anna-Nicole Heinrich (* 1996), wissenschaftliche Hilfskraft und Präses der Synode der Evangelischen Kirche in Deutschland
- Anne-Christine Heinrich (* 1984), deutsche Jazzflötistin
- Annemarie Heinrich (Malerin) (1888–1984), deutsche Malerin
- Annemarie Heinrich (Fotografin) (1912–2005), deutsch-argentinische Fotografin
- Anthony Philip Heinrich (1781–1861), böhmisch-US-amerikanischer Komponist
- Antje Heinrich (* 1982), deutsche Schauspielerin
- Anton Heinrich (Stenograf) (1830–1888), österreichischer Lehrer, Stenograf und Autor
- Arno Heinrich (1929–2009), deutscher Autor, Grabungs- und Museumsleiter sowie Fossilien- und Mineralienexperte
- Artur Heinrich (1904–1975), deutscher Politiker (FDP)
- August Heinrich (Maler) (Johann August Heinrich; 1794–1822), deutscher Maler
- August Heinrich (Fossiliensammler) (1859–1926), österreichischer Arzt und Fossiliensammler
- August Heinrich (Schauspieler) (1881–1965), deutscher Schauspieler und Schriftsteller
- Axel Heinrich (* 1965), deutscher römisch-katholischer Theologe

### B
- Benjamin Heinrich (* 1984), deutscher Schauspieler
- Bernd Heinrich (Biologe) (* 1940), deutschamerikanischer Biologe
- Bernd Heinrich (Volleyballspieler) (* 1961), deutscher Sitzvolleyballspieler
- Bernd Heinrich (Rechtswissenschaftler) (* 1962), deutscher Rechtswissenschaftler und Hochschullehrer
- Bernhard Heinrich (* 1949), deutscher Musiker und Bibliothekar
- Brigitte Heinrich (Politikerin) (1941–1987), deutsche Politikerin (Bündnis 90/Die Grünen) und Agentin der DDR
- Brigitte Heinrich (Schauspielerin) (* 1950), deutsche Schauspielerin
- Bruno Heinrich (1908–1992), österreichischer Zisterzienser und Abt des Stifts Stams

### C
- Carl Heinrich, Pseudonym von Karl Walker (1904–1975), deutscher Sozialwissenschaftler und Politiker
- Carl Berthold Heinrich (1819–1849), deutscher Mediziner und Hochschullehrer
- Chris Heinrich (* 1977), amerikanisch-deutscher Basketballspieler
- Christian Heinrich (Verleger) (1926–2012), deutscher Verleger
- Christian Heinrich (Fußballspieler) (* 1996), deutscher Fußballspieler
- Christian Heinrich-Jaschinski (* 1967), deutscher Politiker (CDU)
- Christian Gottfried Heinrich (1745–1802), deutscher evangelischer Theologe
- Christiane Heinrich (* 1969), deutsche Schauspielerin und Schauspiellehrerin
- Christoph Heinrich (Kunsthistoriker) (* 1960), deutscher Kunsthistoriker und Kurator
- Christoph Heinrich (Sänger) (* 1985), deutscher Sänger
- Christoph Gottlob Heinrich (1748–1810), deutscher Historiker
- Claude Heinrich (* 2006), deutscher Schauspieler und Synchronsprecher
- Cláudio Heinrich (* 1972), brasilianischer Schauspieler
- Claus E. Heinrich (* 1955), deutscher Manager
- Claus-Erhard Heinrich (* 1960), deutscher Domkantor
- Cloé Heinrich (* 2008), deutsche Schauspielerin und Synchronsprecherin
- Cornelia Heinrich (* 1960), deutsche Leichtathletin

### D
- Dirk Heinrich (* 1942), deutscher Biologe und Archäozoologe
- Dominique Heinrich (* 1990), österreichischer Eishockeyspieler
- Don Heinrich (1930–1992), US-amerikanischer Footballspieler

### E
- Eberhard Heinrich (1926–2019), deutscher Journalismus-Funktionär (SED)
- Edward Heinrich (1940–2013), australischer Rugby-Union-Spieler
- Emma Heinrich (1914–1997), deutsche Politikerin (CDU der DDR)
- Ernst Heinrich (Agrarwissenschaftler) (1792–1862), deutscher Agronom und Nationalökonom
- Ernst Heinrich (Bürgermeister) (1888–nach 1945), deutscher Kommunalpolitiker (SPD, NSDAP)
- Ernst Heinrich (Bauforscher) (1899–1984), deutscher Bauforscher
- Ernst Heinrich (Politiker) (1901–1980), deutscher Politiker (CDU)
- Erwin Heinrich (1887–1956), deutscher Maler und Grafiker
- Esther Heinrich-Ramharter (* 1970), deutsche Mathematikerin und Philosophin
- Eugen Heinrich (um 1848–1916), deutscher Buchhändler
- Eva-Maria Heinrich (* 1977), deutsche Kommunikationsdesignerin

### F
- Fabian Heinrich, deutscher Schauspieler und Synchronsprecher
- Ferenc Heinrich (1866–1925), ungarischer Eisenwaren-Großhändler, Wirtschaftspolitiker und Minister
- Finn-Ole Heinrich (* 1982), deutscher Autor und Filmemacher
- Florian Heinrich (* 1995), österreichischer Fußballspieler
- Frank Heinrich (* 1964), deutscher Politiker (CDU), MdB
- Franz Heinrich (Künstler) (1803–1890), deutscher Aquarellist
- Franz Heinrich (1870–1941), österreichischer Musikkritiker, siehe Ernst Décsey
- Franz Heinrich (Unternehmer) (1876–1928), deutscher Porzellanfabrikant
- Franz Heinrich (Energiewirtschaftler), deutscher Energiewirtschaftler
- Franz Josef Heinrich (1930–2013), österreichischer Schriftsteller
- Friedhelm Heinrich (1939–2014), deutscher Physiker und Hochschullehrer
- Friedrich Heinrich (Kaufmann) (1797–1882), deutscher Kaufmann
- Friedrich August Heinrich (1795–1820), deutscher Maler
- Fritz Heinrich (Politiker) (1921–1959), deutscher Politiker (SPD)
- Fritz Heinrich (Physiker) (1924–2006), Physiker und Hochschullehrer

### G
- Gabriela Heinrich (* 1963), deutsche Politikerin (SPD)
- Georg Heinrich (1916–1991), deutscher Maler, Grafiker und Ingenieur
- Gerd Heinrich (Zoologe) (1896–1984), deutscher Zoologe und Forschungsreisender
- Gerd Heinrich (Historiker) (1931–2012), deutscher Historiker
- Gerhard Heinrich (* 1955), deutscher Politiker (SPD)
- Gernot Heinrich (Sänger), österreichischer Sänger (Tenor)
- Gernot Heinrich, österreichischer Weinbauer, siehe Weingut Gernot und Heike Heinrich
- Gert Heinrich (* 1950), deutscher Physiker und Hochschullehrer
- Günter Heinrich (* 1957), deutscher Politiker (CDU)
- Gustav Heinrich (Germanist) (1845–1922), österreichisch-ungarischer Germanist und Literaturhistoriker
- Gustav von Heinrich (1854–1942), deutscher General der Artillerie

### H
- Hans Heinrich (1911–2003), deutscher Filmschaffender
- Hans Heinrich (Kameramann) (1929–2007), deutscher Kameramann und Drehbuchautor
- Hans Meyer-Heinrich (1885–1976), deutscher Ingenieur und Wirtschaftsmanager
- Harald Heinrich (* 1967), deutscher Geistlicher, Domkapitular in Augsburg
- Hartmut Heinrich (* 1952), deutscher Meeresgeologe und Klimatologe
- Hartmut Heinrich (Informatiker), deutscher Informatiker
- Helga Heinrich (Politikerin), deutsche Politikerin (SED), MdV
- Helga Heinrich-Steudel (* 1939), deutsche Motorrad- und Automobilrennfahrerin
- Hellmuth Heinrich (* 1928), deutscher Mediziner und Hochschullehrer für Physikalische Chemie
- Helmut Heinrich (Mathematiker) (1904–1997), deutscher Mathematiker
- Helmut Heinrich (Politiker) (* 1947), deutscher Politiker (CDU), Mitglied des Abgeordnetenhauses von Berlin
- Helmut T. Heinrich (1933–2017), deutscher Schriftsteller und Übersetzer
- Herbert Heinrich (Schwimmer) (1899–1975), deutscher Schwimmsportler
- Herbert Heinrich (Schriftsteller) (* 1920), deutscher Buchhändler und Schriftsteller
- Herbert Heinrich (Autor) (1922–2012), deutscher Autor
- Herbert Heinrich (Eishockeyspieler) (1958–2025), deutscher Eishockeyspieler
- Herbert William Heinrich (1886–1962), US-amerikanischer Pionier der 1930er Jahre im Bereich der industriellen Arbeitssicherheit
- Heribert Heinrich (* 1951), deutscher Politiker (SPD)
- Hermann Heinrich (1852–nach 1917), deutscher Lehrer und Schriftsteller
- Horst Heinrich (Politiker, 1921) (* 1921), deutscher Politiker (NDPD)
- Horst Heinrich (Politiker, 1938) (1938–2002), deutscher Politiker (SPD)
- Horst-Alfred Heinrich (* 1955), deutscher Politologe

### I
- Ida Heinrich (1979–2019), grönländische Opernsängerin
- Ignace Heinrich (1925–2003), französischer Leichtathlet

### J
- Jana Heinrich (* 1986), deutsche Basketballspielerin
- Jan-Henrik Heinrich (* 1963), deutscher Sportschütze
- Jean-Louis Heinrich (1943–2012), französischer Fußballspieler
- Jens Heinrich (* 1973), grönländischer Historiker und Diplomat
- Joachim Heinrich (* 1952), deutscher Umweltepidemiologe
- Joe Heinrich (eigentlich Yorick Thomas Henry; * 1976), britischer Autor und Comiczeichner
- Johann August Heinrich (1794–1822), deutscher Maler, siehe August Heinrich (Maler)
- Johann Baptist Heinrich (Politiker) (1774–1838), deutscher Politiker, Oberbürgermeister von Mainz
- Johann Baptist Heinrich (Theologe) (1816–1891), deutscher Priester, Theologe, Schriftsteller und Hochschullehrer
- Johannes Heinrich (* 1968), österreichischer Jurist
- Jörg Heinrich (Schauspieler) (* 1965), deutscher Schauspieler
- Jörg Heinrich (* 1969), deutscher Fußballspieler
- Josef Heinrich (Politiker, 1837) (1837–1908), böhmischer Pädagoge und Politiker, Mitglied des Österreichischen Abgeordnetenhauses
- Josef Heinrich (Politiker, 1879) (1879–1955), deutscher Politiker, Bürgermeister von Karlsruhe
- Joseph Heinrich, Geburtsname von Placidus Heinrich (1758–1825), deutscher Benediktinermönch und Naturforscher
- Joseph Heinrich (Politiker) (1860–1948), deutscher Politiker (Zentrum), MdL Elsaß-Lothringen
- Joseph Heinrich (Geistlicher) (1895–1945), deutscher Geistlicher und Märtyrer
- Jürgen Heinrich (Politiker) (* 1937), deutscher Politiker (SPD), MdHB
- Jürgen Heinrich (Medienökonom) (* 1941), deutscher Medienwissenschaftler und Hochschullehrer
- Jürgen Heinrich (* 1945), deutscher Schauspieler und Regisseur
- Jürgen Heinrich (Jugendfunktionär) (* 1948), deutscher Jugendfunktionär (FDJ), Generaldirektor des Reisebüros „Jugendtourist“.
- Jürgen G. Heinrich (* 1949), deutscher Ingenieur und Hochschullehrer
- Jutta Heinrich (1940–2021), deutsche Schriftstellerin

### K
- Karen Heinrich (* 1968), deutsche Handballspielerin
- Karl Heinrich (Politiker, 1822) (1822–1890), deutscher Jurist und Politiker, MdR
- Karl Heinrich (Politiker, 1890) (1890–1945), deutscher Politiker (SPD), Polizeioffizier und Widerstandskämpfer
- Karl Heinrich (Geistlicher) (1896–1945), deutscher Geistlicher und Märtyrer
- Karl Borromäus Heinrich (1884–1938), deutscher Schriftsteller
- Karl Friedrich Heinrich (1774–1838), deutscher Klassischer Philologe
- Karl Samuel Heinrich (1823–1889), deutscher Opernsänger (Tenor)
- Katherine Heinrich (* 1954), australisch-kanadische Mathematikerin und Hochschullehrerin
- Kathleen Heinrich-Reichow (* 1977), deutsche Juristin und Richterin
- Katja Heinrich (* 1975), deutsche Schauspielerin
- Keith Heinrich (* 1979), US-amerikanischer Footballspieler
- Klaus Heinrich (1927–2020), deutscher Religionswissenschaftler
- Klaus Heinrich (Musiker) (* 1962), deutscher Musiker, Musik- und Kunstschulleiter, Pianist und Chorleiter
- Kurt Heinrich (Fußballspieler), deutscher Fußballspieler
- Kurt Heinrich (SS-Mitglied) (1911–nach 1948), deutscher SS-Obersturmführer
- Kurt Heinrich (Mediziner) (1925–2015), deutscher Psychiater

### L
- Laurin Heinrich (* 2001), deutscher Automobilrennfahrer
- Lea Heinrich (* 1984), deutsche Künstlerin
- Leopold Heinrich (1830–1891), deutscher Architekt
- Lieselotte Thoms-Heinrich (1920–1992), deutsche Journalistin und Politikerin (DFD, SED), MdV
- Lotta Heinrich (* 1995), deutsche Handballspielerin
- Lutz Heinrich (1954–2023), deutscher Rockmusiker, Sänger, Komponist sowie Gitarrist der Gruppe Renft
- Lutz Jürgen Heinrich (1936–2022), deutsch-österreichischer Wirtschaftswissenschaftler

### M
- Magnus Heinrich (* 1987), deutscher Basketballspieler
- Manfred Heinrich (Schauspieler) (* 1944), deutscher Schauspieler
- Manfred Heinrich (Rechtswissenschaftler) (* 1958), deutscher Rechtswissenschaftler
- Margareta Heinrich (1951–1994), österreichische Filmregisseurin
- Marie Heinrich (* 1994), deutsche Biathletin
- Marion Heinrich (* 1947), deutsches Fotomodell und Unternehmerin
- Martin Heinrich (Theologe) († 1584), deutscher evangelischer Theologe
- Martin Heinrich (Pädagoge) (* 1971), deutscher Erziehungswissenschaftler
- Martin Heinrich (Politiker) (* 1971), US-amerikanischer Politiker
- Marvin Heinrich (* 1989), deutscher Artistique-Billardspieler
- Matthias Heinrich (* 1954), deutscher Weihbischof
- Matthias Heinrich (Journalist), deutscher Journalist
- Michael Heinrich (Kameramann), deutscher Kameramann beim Fernsehen der DDR
- Michael Heinrich (Biologe) (* 1957), deutscher Pharmakologe
- Michael Heinrich (Politikwissenschaftler) (* 1957), deutscher Politikwissenschaftler
- Michael Heinrich (Bühnenbildner) (* 1966), deutscher Bühnen- und Kostümbildner
- Michael Heinrich, Teil des deutschen Indiepop-Duos Klan
- Mimi Heinrich (* 1936), dänische Schauspielerin
- Moritz Heinrich (* 1997), deutscher Fußballspieler

### N
- Nicolas Heinrich (* 2001), deutscher Radsportler
- Nils Heinrich (* 1971), deutscher Komiker und Kabarettist
- Nikolaj Heinrich (* 1938), grönländischer Politiker

### O
- Olaf Heinrich (* 1979), deutscher Politiker (CSU)
- Oskar Heinrich (1851–1907), deutscher Architekt und Politiker
- Otto Heinrich (Maler) (1891–1967), deutscher Maler
- Otto Heinrich (Kameramann), Kameramann
- Otto Franz Heinrich (Pseudonym Otto Franzen; 1902–1959), deutscher Redakteur und Schriftsteller

### P
- Patrick Heinrich (* 1985), deutscher Schauspieler
- Paridom Gottlob Heinrich (1787–1864), deutscher Geometer und Ingenieur
- Paul Heinrich (Admiral) (1871–1927), deutscher Marineoffizier, zuletzt Konteradmiral
- Paul Heinrich (Dichter) (1969–2023), deutscher Dichter
- Peter Heinrich (Politiker, 1890) (1890–1944), rumänischer Politiker, Abgeordneter
- Peter Heinrich (Mediziner) (1927–2012), deutscher Chirurg und Hochschullehrer
- Peter Heinrich (Psychologe) (* 1941), deutscher Psychologe und Hochschullehrer
- Peter Heinrich (Schauspieler) (1947–1998), deutscher Schauspieler und Synchronsprecher
- Peter Heinrich (Fußballspieler) (* 1947), deutscher Fußballspieler
- Peter Heinrich (Politiker, 1948) (1948–2015), deutscher Politiker (CDU)
- Peter Claus Heinrich (* 1939), deutscher Biochemiker und Hochschullehrer
- Placidus Heinrich (1758–1825), deutscher Benediktinermönch

### R
- Rainer Heinrich (* 1953), deutscher Autor zur Eisenbahngeschichte
- Reinhard Heinrich (Fußballspieler) (1913–??), deutscher Fußballspieler
- Reinhard Heinrich (Bühnenbildner) (1935–2006), deutscher Bühnenbildner
- Reinhard Heinrich (Schriftsteller) (* 1954), deutscher Schriftsteller
- Rebecca Heinrich (* 1995), österreichische Slampoetin und Schriftstellerin
- Reinhart Heinrich (1946–2006), deutscher Biophysiker
- Richard Heinrich (1893–1958), deutscher Grafiker, Holzschnitzer und Illustrator aus Glauchau
- Roger Heinrich (* 1960er-Jahre), deutscher Schlagzeuger und Musikpädagoge
- Ruben Heinrich (* 1981), deutscher Tischfußballspieler
- Rudolf Heinrich (Politiker) (1845–1917), deutscher Politiker
- Rudolf Heinrich (Bühnenbildner) (1926–1975), deutscher Bühnenbildner

### S
- Sabine Heinrich (Triathletin) (* 1969), deutsche Triathletin
- Sabine Heinrich (* 1976), deutsche Radio- und Fernsehmoderatorin
- Sarah-Lee Heinrich (* 2001), deutsche Politikerin
- Severin Heinrich (1600–1673), Papiermacher
- Siegfried Heinrich (1935–2023), deutscher Musikpädagoge
- Sigi Heinrich (* 1953), deutscher Redakteur und Sportreporter
- Stefan Heinrich (Mathematiker) (* 1951), deutscher Mathematiker
- Stefan Heinrich (Journalist) (* 1959), deutscher Motorsport-Kommentator
- Stefan Heinrich (Chemiker) (* 1971), deutscher Chemiker und Hochschullehrer
- Stefan Heinrich (Regisseur), deutscher Regisseur und Drehbuchautor
- Stefan Heinrich, Teil des deutschen Indiepop-Duos Klan
- Stephan Heinrich (* 1964), deutscher Unternehmensberater und Autor
- Stephanie Heinrich (* 1979), US-amerikanisches Fotomodell
- Susanne Heinrich (Schauspielerin) (* 1945), dänische Schauspielerin
- Susanne Heinrich (Gambistin) (* 1969), deutsche Gambistin
- Susanne Heinrich (Schriftstellerin) (* 1985), deutsche Schriftstellerin

### T
- Theodor Heinrich (Unternehmer) (1837–1895), deutscher Fabrikant und Firmengründer
- Theodor Heinrich (Stenograf) (1839–1898), deutscher Stenograf
- Thomas Heinrich (* 1962), deutscher Journalist und Fernsehredakteur
- Tim Heinrich (* 1995), deutscher Skispringer

### U
- Udo Heinrich (* 1947), deutscher Kunstmaler
- Ulrich Heinrich (1939–2007), deutscher Politiker (FDP)
- Ursula Heinrich (1920–2012), deutsche Politikerin (SPD), Mitglied des Abgeordnetenhauses von Berlin, siehe Ursula Siemens
- Uta Heinrich (* 1951), Juristin und Politikerin
- Ute Mücklich-Heinrich (* 1960), deutsche Politikerin (CDU), MdL
- Uwe Heinrich (* 1953), deutscher Schauspieler

### V
- Volker Heinrich (1956–2015), deutscher Leichtathlet und Dopingopfer

### W
- Walter Heinrich (Ökonom) (1902–1984), österreichischer Volkswirtschaftler und sudetendeutscher Politiker
- Walter Heinrich (Maler) (1927–2008), deutscher Maler und Grafiker
- Walther Heinrich, eigentlicher Name von Walther Unus (1872–1939), deutscher Schriftsteller
- Werner Heinrich (* 1949), deutscher Organist, Kirchenmusiker und Chorleiter
- Wilhelm Heinrich (Ingenieur) (1882–1944), deutscher Bauingenieur und Eisenbahnmanager
- Wilhelm Heinrich (Jurist) (1882–1970), deutscher Jurist und Politiker
- Wilhelm Heinrich (Mineraloge), deutscher Mineraloge und Geochemiker
- Wilhelm Ernst Heinrich (eigentlich Wilhelm Ernst Wolf-Eppinger; 1848–1917), deutscher Schauspieler
- Willi Heinrich (1920–2005), deutscher Schriftsteller
- Wladimir Wáclav Heinrich (1884–1965), tschechischer Astronom
- Władysław Heinrich (1869–1957), polnischer Geschichtsphilosoph
- Wolfgang Heinrich (Künstler, 1921) (1921–2019), deutscher Maler und Grafiker
- Wolfgang Heinrich (Künstler, 1928) (1928–2020), deutscher Maler, Grafiker und Illustrator
- Wolfgang Heinrich (Botaniker) (* 1939), deutscher Botaniker
- Wolfgang Heinrich (Anthropologe) (* 1941), deutscher Anthropologe